# Future Man
A Future Man Howard Overman, Kyle Hunter és Ariel Shaffir által készített amerikai akció, sci-fi, vígjáték televíziós sorozat. 
Az Egyesült Államokban 2017. november 14-én a Hulu, míg Magyarországon a Viasat6 mutatta be 2019. szeptember 16-án.

## Történet
Josh Futterman (Josh Hutcherson) nappal gondnokként dolgozik egy laboratóriumban, este pedig a videójátékok világában él. Egy nap sikeresen végigviszi kedvenc játékát, ami azelőtt még senkinek sem sikerült. Miután megnyeri a játékot, alig hisz a szemének, hiszen a videó karakterei érkeznek hozzá a jövőből, akik arra kérik, segítsen megmenteni az emberiséget a kipusztulástól, hiszen ő az egyetlen, aki képes rá. Főhősünk és társai ezután oda-vissza utaznak az időben, hogy különböző küldetéseket hajtsanak végre, és mindent megtegyenek annak érdekében, hogy megmentsék a Földet.

## Szereplők

### Főszereplők
| Szerep             | Színész           | Magyar hang      |
| ------------------ | ----------------- | ---------------- |
| Josh Futturman     | Josh Hutcherson   | Baráth István    |
| Tigris             | Eliza Coupe       | Bognár Gyöngyvér |
| Farkas             | Derek Wilson      | Nagypál Gábor    |
| Gabe Futturman     | Ed Begley, Jr.    | Rosta Sándor     |
| Diane Futturman    | Glenne Headly     | Orosz Helga      |
| Doctor Stu Camillo | Haley Joel Osment | Hamvas Dániel    |

### Visszatérő szereplők
| Szerep                 | Színész           | Magyar hang    |
| ---------------------- | ----------------- | -------------- |
| Ray                    | Ron Funches       |                |
| Lyle Karofsky          | Martin Starr      |                |
| Barry Futturman        | David Koechner    |                |
| Wanda                  | Carolyn Hennesy   |                |
| Fiatal Barry Futturman | Charlie McDermott |                |
| Estelle Kronish        | Diona Reasonover  |                |
| Dingo                  | Carla Gallo       |                |
| Owl                    | Jon Daly          |                |
| Susan                  | Seth Rogen        | Galambos Péter |

## Epizódok
| Évad | Évad | Részek száma | Részek száma | Eredeti sugárzás   | Eredeti sugárzás   | Eredeti adó | Magyar sugárzás      | Magyar sugárzás    | Magyar adó |
| Évad | Évad | Részek száma | Részek száma | Évadbemutató       | Évadzáró           | Eredeti adó | Évadbemutató         | Évadzáró           | Magyar adó |
| ---- | ---- | ------------ | ------------ | ------------------ | ------------------ | ----------- | -------------------- | ------------------ | ---------- |
|      | 1.   | 13           | 13           | 2017. november 14. | 2017. november 14. | Hulu        | 2019. szeptember 16. | 2019. október 28.  | Viasat 6   |
|      | 2.   | 13           | 13           | 2019. január 11.   | 2019. január 11.   | Hulu        | 2019. október 28.    | 2019. december 9.  | Viasat 6   |
|      | 3.   | 8            | 8            | 2020. április 3.   | 2020. április 3.   | Hulu        | 2020. november 19.   | 2020. december 10. | Viasat 6   |

### 1. évad (2017)
| Sor. | Év. | Cím                                                          | Rendező                    | Író                                                                                           | Premier                                 |
| ---- | --- | ------------------------------------------------------------ | -------------------------- | --------------------------------------------------------------------------------------------- | --------------------------------------- |
| 1.   | 1.  | Ez nem játék (Pilot)                                         | Seth Rogen & Evan Goldberg | Történet: Howard Overman & Kyle Hunter & Ariel Shaffir Tévéjáték: Kyle Hunter & Ariel Shaffir | 2017. november 14. 2019. szeptember 16. |
| 2.   | 2.  | Herpesz: Újratöltve (Herpe: Fully Loaded)                    | Seth Rogen & Evan Goldberg | Kyle Hunter & Ariel Shaffir                                                                   | 2017. november 14. 2019. szeptember 16. |
| 3.   | 3.  | Kavar az időben (A Riphole In Time)                          | Seth Rogen & Evan Goldberg | Henry Alonso Myers                                                                            | 2017. november 14. 2019. szeptember 23. |
| 4.   | 4.  | Üzemanyag hajsza (A Fuel's Errand)                           | Anton Cropper              | Dan Mirk                                                                                      | 2017. november 14. 2019. szeptember 23. |
| 5.   | 5.  | És végül a desszert (Justice Desserts)                       | Anton Cropper              | Melody Derloshon                                                                              | 2017. november 14. 2019. szeptember 30. |
| 6.   | 6.  | Orál a halál előtt (A Blowjob Before Dying)                  | Nisha Ganatra              | Ben Karlin                                                                                    | 2017. november 14. 2019. szeptember 30. |
| 7.   | 7.  | Pandóra kelepcéje (Pandora's Mailbox)                        | Brandon Trost              | Jessica Conrad                                                                                | 2017. november 14. 2019. október 7.     |
| 8.   | 8.  | Őrl, wind és farkak (Girth, Wind & Fire)                     | Nisha Ganatra              | Matthew Bass & Theodore Bressman                                                              | 2017. november 14. 2019. október 7.     |
| 9.   | 9.  | Végzetes vonzerő hadművelet (Operation: Fatal Attraction)    | Michael Weaver             | Történet: Dan Mirk & Henry Alonso Myers Tévéjáték: Dan Mirk                                   | 2017. november 14. 2019. október 14.    |
| 10.  | 10. | Csábítás anyaméhből hadművelet (Operation: Natal Attraction) | Michael Weaver             | Történet: Dan Mirk & Henry Alonso Myers Tévéjáték: Dan Mirk                                   | 2017. november 14. 2019. október 14.    |
| 11.  | 11. | A TruffleDome-en túl (Beyond the TruffleDome)                | Wendey Stanzler            | Kyle Hunter & Ariel Shaffir                                                                   | 2017. november 14. 2019. október 21.    |
| 12.  | 12. | Előjáték apokalipszis elöt (Prelude to an Apocalypse)        | Michael Dowse              | Ben Karlin                                                                                    | 2017. november 14. 2019. október 21.    |
| 13.  | 13. | Randi a végzettel (A Date with Destiny)                      | Michael Dowse              | Történet: Kyle Hunter & Ariel Shaffir Tévéjáték: Ben Karlin & Nora Winslow                    | 2017. november 14. 2019. október 28.    |

### 2. évad (2019)
| Sor. | Év. | Cím                                                              | Rendező           | Író                                      | Premier                             |
| ---- | --- | ---------------------------------------------------------------- | ----------------- | ---------------------------------------- | ----------------------------------- |
| 14.  | 1.  | Visszaszámlálás a kezdetekig (Countdown to a Prologue)           | Jonathan Watson   | Dan Mirk                                 | 2019. január 11. 2019. október 28.  |
| 15.  | 2.  | Asszem a tigris (The i of the Tiger)                             | Michael Weaver    | Kyle Hunter & Ariel Shaffir              | 2019. január 11. 2019. november 4.  |
| 16.  | 3.  | Csavar bőrbe bújt farkas (A Wolf in the Torque House)            | Michael Weaver    | Ben Karlin                               | 2019. január 11. 2019. november 4.  |
| 17.  | 4.  | Na, ki jön ebédre? (Guess Who's Coming to Lunch)                 | Craig Zisk        | Jane Becker                              | 2019. január 11. 2019. november 11. |
| 18.  | 5.  | J1: Az ítélet napja (J1: Judgment Day)                           | Jonathan Watson   | Joel Church-Cooper                       | 2019. január 11. 2019. november 11. |
| 19.  | 6.  | A Binx Ultimátum (The Binx Ultimatum)                            | Craig Zisk        | Nora Winslow                             | 2019. január 11. 2019. november 18. |
| 20.  | 7.  | Nyomozás: Élet az mons-ban (Homicide: Life in the Mons)          | Kevin Bray        | Allison Kiessling                        | 2019. január 11. 2019. november 18. |
| 21.  | 8.  | Az utolsó orrcsaták (The Last Horchata)                          | Tamra Davis       | Dan Mirk                                 | 2019. január 11. 2019. november 25. |
| 22.  | 9.  | PUP-E Q bartington legendája (The Ballad of PUP-E Q. Barkington) | Kevin Bray        | Joel Church-Cooper                       | 2019. január 11. 2019. november 25. |
| 23.  | 10. | Exek és byte-ok (Exes and OS)                                    | Tamra Davis       | Jane Becker & Nora Winslow               | 2019. január 11. 2019. december 2.  |
| 24.  | 11. | A Los Robots nap (Dia de Los Robots)                             | Millicent Shelton | Ben Karlin, Kyle Hunter, & Ariel Shaffir | 2019. január 11. 2019. december 2.  |
| 25.  | 12. | Szellemi kielégülés (The Brain Job)                              | Millicent Shelton | Ben Karlin, Kyle Hunter, & Ariel Shaffir | 2019. január 11. 2019. december 9.  |
| 26.  | 13. | Ultra-Max (Ultra-Max)                                            | Wendey Stanzler   | Ben Karlin, Kyle Hunter, & Ariel Shaffir | 2019. január 11. 2019. december 9.  |

### 3. évad (2020)
| Sor. | Év. | Cím                                                              | Rendező         | Író                         | Premier                             |
| ---- | --- | ---------------------------------------------------------------- | --------------- | --------------------------- | ----------------------------------- |
| 27.  | 1.  | A tegnap mélysége (The Precipice of Yesterday)                   | Jonathan Watson | Ben Karlin                  | 2020. április 3. 2020. november 19. |
| 28.  | 2.  | Borscht-ban az igazság (There Will Be Borscht)                   | Jonathan Watson | yle Hunter & Ariel Shaffir  | 2020. április 3. 2020. november 19. |
| 29.  | 3.  | Rémvadászok gyöngye (Trapper's Delight)                          | Jonathan Watson | Joel Church-Cooper          | 2020. április 3. 2020. november 26. |
| 30.  | 4.  | A törvényen kívüli otromba Bladden (The Outlaw Wild Sam Bladden) | Jonathan Watson | Nora Winslow                | 2020. április 3. 2020. november 26. |
| 31.  | 5.  | A menedék létezik (Haven Is for Real)                            | Alex Buono      | Annie Mebane                | 2020. április 3. 2020. december 3.  |
| 32.  | 6.  | Az idő utáni vidék (The Land After Time)                         | Alex Buono      | Jasmine Chiong              | 2020. április 3. 2020. december 3.  |
| 33.  | 7.  | Time Rogues III: Escape from Forever                             | Alex Buono      | Kyle Hunter & Ariel Shaffir | 2020. április 3. 2020. december 10. |
| 34.  | 8.  | A jelen visszatér (Return of the Present)                        | Jonathan Watson | Ben Karlin                  | 2020. április 3. 2020. december 10. |